# 贾森·艾伦
贾森·艾伦（英語：Jason Allen，1981年8月17日—），新西兰男子自行车运动员。他曾代表新西兰参加2006年英联邦运动会自行车比赛，获得男子4000米个人追逐赛铜牌。